# بوریس کوورکوف
بوریس کوورکوف (ارمنی: Բորիս Կևորկով؛ ۱۹۳۲ – ۱۹۹۸) یک سیاست‌مدار ارمنی‌تبار اهل شوروی-جمهوری آذربایجان بود. وی از سال ۱۹۷۳ تا فوریه ۱۹۸۸ دبیر استان خودمختار قره‌باغ کوهستانی بود.